# Blackwell (Bolsover)
Blackwell – wieś w Anglii, w hrabstwie Derbyshire, w dystrykcie Bolsover. Leży 24 km na północ od miasta Derby i 198 km na północny zachód od Londynu.